# Amoriske dynasti
Det Byzantinske Rige blev regeret af det amoriske dynasti (også kendt som det frygiske dynasti) fra 820 til 867. Det amoriske dynasti fortsatte de initiativer omkring genoptaget ikonoklasme ("den anden ikonoklasme") som den tidligere ikke-dynastiske kejser Leo 5. havde indført i 813, indtil dens afskaffelse af kejserinde Theodora med hjælp fra den økumeniske patriark Methodios i 842. Den fortsatte ikonoklasme forværrede relationerne mellem Øst og Vest, som allerede var dårlige efter pavens kroning af en rivaliserende linje af "romerske kejsere" startende med Karl den Store i 800. Relationerne blev yderligere forværret under det såkaldte fotiske skisme, da pave Nikolaus 1. udfordrede Fotios' udnævnelse til Patriark.
Under den anden ikonoklasme begyndte kejserriget at se etableringen af systemer, der mindede om feudalisme, da magtfulde, lokale landejere begyndte at spille større roller og modtog land i bytte for militære tjenester for centraladministrationen. Lignende systemer havde eksisteret i det romerske rige siden Severus Alexander i det tredje århundrede, da romerske soldater og deres arvinger modtog land på betingelse af deres tjeneste for kejseren.

## Fodnoter
1. ↑  Parry, Kenneth (1996). Depicting the Word: Byzantine Iconophile Thought of the Eighth and Ninth Centuries. Leiden and New York: Brill. pp 11-15. ISBN 90-04-10502-6.
2. ↑  A. A. Vasiliev, History of the Byzantine Empire: 324–1453, p. 564.
3. ↑  A.A. Vasiliev, History of the Byzantine Empire, p. 566.